# Ryszard Czekalski
Ryszard Czekalski (ur. 26 lutego 1962 w Płońsku) – polski duchowny katolicki, profesor nauk teologicznych, profesor Uniwersytetu Kardynała Stefana Wyszyńskiego w Warszawie. W latach 2016–2020 prorektor ds. nauki i współpracy narodowej, a od 2020 rektor tej uczelni.

## Życiorys
W 1981 zdał maturę w I Liceum Ogólnokształcące im. Henryka Siekiewicza w Płońsku. Po maturze studiował na UMK w Toruniu. W 1989 ukończył Wyższe Seminarium Duchowne w Płocku. Święcenia kapłańskie przyjął 3 czerwca 1989 z rąk biskupa Zygmunta Kamińskiego. Absolwent ATK w Warszawie. W 1996 uzyskał doktorat. Następnie odbył studia specjalistyczne z katechetyki w Instytucie Katolickim w Paryżu. W 2006 na podstawie dorobku naukowego i rozprawy pt. Katecheza komunikacją wiary. Studium z katechetyki fundamentalnej uzyskał stopień doktora habilitowanego. W 2014 otrzymał tytuł profesora. Od 28 czerwca 2010 pełnił funkcję prodziekana ds. ogólnych i naukowych na Wydziale Teologicznym Uniwersytetu Kardynała Stefana Wyszyńskiego. Kieruje Katedrą Katechetyki Materialnej. Został członkiem Senatu UKSW.
Wchodzi w skład kapituły katedralnej płockiej - jest kanonikiem gremialnym. Jest też odznaczony godnością kapelana Ojca Świętego (prałatem). W latach 2000–2008 był dyrektorem Wydziału Katechetycznego Płockiej Kurii Diecezjalnej, ale w lipcu 2008 roku zrezygnował z tej funkcji. Pełnił też przez wiele lat funkcję Wikariusza Biskupiego ds. Katechetycznych Diecezji Płockiej.
4 czerwca 2020 wybrany rektorem Uniwersytetu Kardynała Stefana Wyszyńskiego w Warszawie na kadencję 2020–2024. 25 marca 2024 wybrany na kolejną kadencję na lata 2024-2028.

## Wybrane publikacje
- 1999: Bibliografia katechetyczna 1945–1995 (współpraca) ISBN 83-7072-137-0
- 2001: Sto lat polskiej katechezy. Wkład wybitnych polskich katechetyków w odnowę i rozwój polskiej katechezy (red.) ISBN 83-88209-27-2
- 2001: Katecheza wobec wyzwań współczesności (red.) ISBN 83-87403-92-X
- 2001: Bibliografia katechetyczna 1996–2000 (współautor) ISBN 83-7072-241-5
- 2003: Słownik katechetyków polskich XX wieku, (red.) ISBN 83-7201-164-8
- 2003: Informator dla katechetów diecezji płockiej na rok szkolny 2003/2004, Płock 2003
- 2003: 25 lat pontyfikatu Jana Pawła II. Katechezy okolicznościowe, Płock 2003
- 2004: Świadkowie wiary. Piąta rocznica beatyfikacji Płockich Męczenników Abpa A. J. Nowowiejskiego i bpa L. Wetmańskiego. Katechezy okolicznościowe, Płock 2004 (red.)
- 2005: Informator dla katechetów diecezji płockiej na rok szkolny 2005/2006, Płock 2005
- 2006: Czekamy na Ojca Świętego Benedykta XVI. Katechezy okolicznościowe,  Płock 2006
- 2006: Informator dla katechetów diecezji płockiej na rok szkolny 2006/2007,  Płock 2006
- 2006: Katecheza komunikacją wiary. Studium z katechetyki fundamentalnej ISBN 83-89625-53-9
- 2006: Katecheza w Kościele i dla Kościoła, Płock 2006 (red.) ISBN 83-89625-70-9
- 2007: Informator dla katechetów diecezji płockiej na rok szkolny 2007/2008, Płock 2007
- 2008: Wielkich dzieł Boga nie zapominajcie. Katechezy okolicznościowe o błogosławionym Arcybiskupie Antonim Julianie Nowowiejskim,  Płock 2008 (red.)
- 2012: Bibliografia katechetyczna 2001–2010, Warszawa 2012.
- 2012: Kerygma. Biblia. Katecheza (red.) ISBN 978-83-7072-765-9
- 2012: Szkolne i parafialne nauczanie religii w II Rzeczypospolitej na przykładzie diecezji płockiej ISBN 978-83-257-0514-5
- 2013: Rozwój myśli katechetycznej w dokumentach Stolicy Apostolskiej po Vaticanum II ISBN 978-83-64181-12-2
- 2013: Communication catechesis model ISBN 978-83-7072-795-6